# National Football League 1940s All-Decade Team
Das National Football League 1940s All-Decade Team beinhaltet die Liste der besten NFL-Spieler der 1940er Jahre. Die Spieler werden durch Wahl aufgenommen. Gewählt werden die American-Football-Spieler von den Verantwortlichen der Pro Football Hall of Fame. Sie werden damit für ihre Leistungen als Spieler ausgezeichnet. Eine automatische Aufnahme in die Ruhmeshalle des amerikanischen Footballsports ist damit jedoch nicht verbunden. Die Spieler werden lediglich in den Rekordbüchern der NFL geehrt. Bei der Wahl zur Ehrenliste wurden nur Spieler berücksichtigt, die hauptsächlich im Angriff eingesetzt wurden.

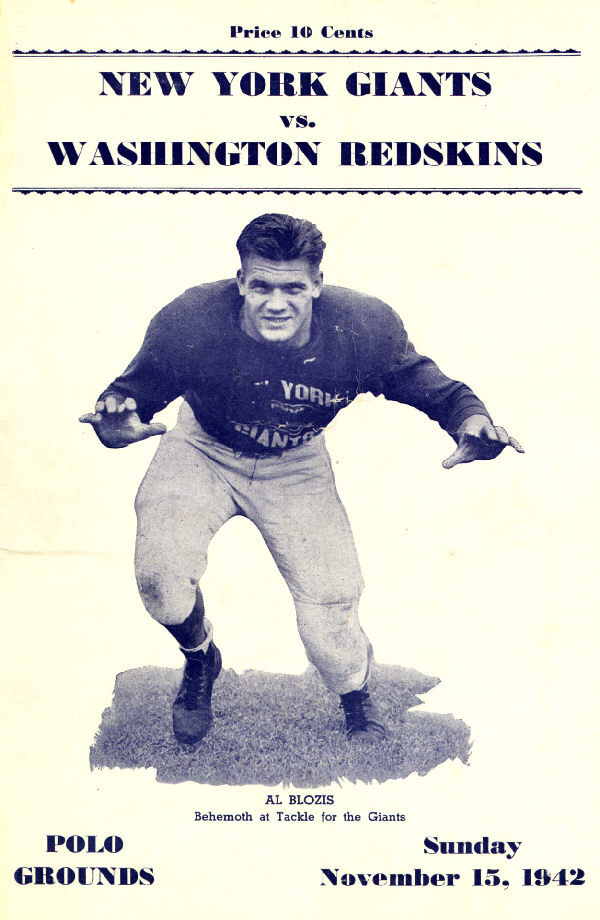
Al Blozis

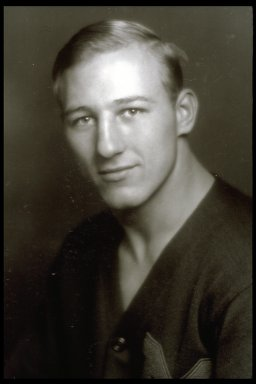
Al Wistert

| Spielerposition | Spielername        | Profimannschaft                               | College                                               |
| --------------- | ------------------ | --------------------------------------------- | ----------------------------------------------------- |
| Quarterback     | Sammy Baugh        | Washington Redskins                           | Texas Christian University                            |
| Quarterback     | Sid Luckman        | Chicago Bears                                 | Columbia University                                   |
| Quarterback     | Bob Waterfield     | Cleveland Rams Los Angeles Rams               | UCLA                                                  |
| Runningback     | Tony Canadeo       | Green Bay Packers                             | Gonzaga University                                    |
| Runningback     | Bill Dudley        | Pittsburgh Steelers Detroit Lions             | University of Virginia                                |
| Runningback     | George McAfee      | Chicago Bears                                 | Duke University                                       |
| Runningback     | Steve Van Buren    | Philadelphia Eagles                           | Louisiana State University                            |
| Runningback     | Charley Trippi     | Chicago Cardinals                             | University of Georgia                                 |
| Runningback     | Byron White        | Detroit Lions                                 | University of Colorado at Boulder                     |
| Fullback        | Marion Motley      | Cleveland Browns Pittsburgh Steelers          | University of Nevada                                  |
| Fullback        | Pat Harder         | Chicago Cardinals Detroit Lions               | University of Wisconsin–Madison                       |
| Fullback        | Bill Osmanski      | Chicago Bears                                 | College of the Holy Cross                             |
| End             | Mac Speedie        | Cleveland Browns                              | University of Utah                                    |
| End             | Pete Pihos         | Philadelphia Eagles                           | Indiana University                                    |
| End             | Ed Sprinkle        | Chicago Bears                                 | Hardin-Simmons University United States Naval Academy |
| End             | Dante Lavelli      | Cleveland Browns                              | Ohio State University                                 |
| End             | Ken Kavanaugh      | Chicago Bears                                 | Louisiana State University                            |
| End             | Jim Benton         | Cleveland Rams Chicago Bears Los Angeles Rams | University of Arkansas                                |
| End             | Jack Ferrante      | Philadelphia Eagles                           | -                                                     |
| Tackle          | Al Blozis          | New York Giants                               | Georgetown University                                 |
| Tackle          | George Connor      | Chicago Bears                                 | University of Notre Dame                              |
| Tackle          | Frank Kilroy       | Philadelphia Eagles                           | Temple University                                     |
| Tackle          | Baby Ray           | Green Bay Packers                             | Vanderbilt University                                 |
| Tackle          | Vic Sears          | Philadelphia Eagles                           | Oregon State                                          |
| Tackle          | Al Wistert         | Philadelphia Eagles                           | University of Michigan                                |
| Guard           | Bruno Banducci     | Philadelphia Eagles San Francisco 49ers       | Stanford University                                   |
| Guard           | Bill Edwards       | New York Giants                               | Baylor University                                     |
| Guard           | Buster Ramsey      | Chicago Cardinals                             | William and Mary                                      |
| Guard           | Bill Willis        | Cleveland Browns                              | Ohio State                                            |
| Guard           | Len Younce         | New York Giants                               | Oregon State                                          |
| Center          | Charley Brock      | Green Bay Packers                             | University of Nebraska                                |
| Center          | Clyde Turner       | Chicago Bears                                 | Hardin-Simmons University                             |
| Center          | Alex Wojciechowicz | Detroit Lions Philadelphia Eagles             | Fordham University                                    |